# Paul Scurti
Paolo Scurti, detto Paul (Spoltore, 10 febbraio 1951), è un ex calciatore italiano naturalizzato statunitense, di ruolo centrocampista.

## Carriera

### Club
Nativo dell'Italia, emigra in gioventù negli Stati Uniti d'America. Nel 1972 è in forza ai Baltimore Stars, squadra dell'American Soccer League. Nella stagione 1972 con gli Stars non supera la fase a gironi del torneo. La stagione seguente, con la sua squadra rinominata Bays, dopo aver vinto il proprio girone, giunge alle semifinali dei play-off, perdendole contro i futuri campioni del New York Apollo.
Nel 1974 viene ingaggiato dalla franchigia della North American Soccer League dei Baltimore Comets, con cui raggiunge i quarti di finale della NASL 1974. La stagione seguente è chiusa invece al quinto ed ultimo posto della Eastern Division.
Nella stagione 1976 segue i Comets nel loro trasferimento in California, ove divennero i San Diego Jaws. Con i Jaws non riesce a superare la fase a gironi del torneo.
Nella stagione 1978 è in forza ai California Surf, con cui raggiunge gli ottavi di finale del torneo.

### Nazionale
Naturalizzato statunitense, Scurti ha giocato un incontro amichevole con la nazionale di calcio degli Stati Uniti d'America nel 1975, oltre a una gara non ufficiale contro l'Italia.

## Statistiche

### Cronologia presenze e reti in Nazionale
| Cronologia completa delle presenze e delle reti in nazionale ― Stati Uniti | Cronologia completa delle presenze e delle reti in nazionale ― Stati Uniti | Cronologia completa delle presenze e delle reti in nazionale ― Stati Uniti | Cronologia completa delle presenze e delle reti in nazionale ― Stati Uniti | Cronologia completa delle presenze e delle reti in nazionale ― Stati Uniti | Cronologia completa delle presenze e delle reti in nazionale ― Stati Uniti | Cronologia completa delle presenze e delle reti in nazionale ― Stati Uniti | Cronologia completa delle presenze e delle reti in nazionale ― Stati Uniti |
| Data                                                                       | Città                                                                      | In casa                                                                    | Risultato                                                                  | Ospiti                                                                     | Competizione                                                               | Reti                                                                       | Note                                                                       |
| -------------------------------------------------------------------------- | -------------------------------------------------------------------------- | -------------------------------------------------------------------------- | -------------------------------------------------------------------------- | -------------------------------------------------------------------------- | -------------------------------------------------------------------------- | -------------------------------------------------------------------------- | -------------------------------------------------------------------------- |
| 26-3-1975                                                                  | Poznań                                                                     | Polonia                                                                    | 7 – 0                                                                      | Stati Uniti                                                                | Amichevole                                                                 | -                                                                          | 62’                                                                        |
| Totale                                                                     |                                                                            | Presenze                                                                   | 1+                                                                         |                                                                            | Reti                                                                       | 0+                                                                         |                                                                            |